# Atyphloceras shogakii
Atyphloceras shogakii är en loppart som beskrevs av Jameson et Sakaguti 1954. Atyphloceras shogakii ingår i släktet Atyphloceras och familjen mullvadsloppor. Inga underarter finns listade i Catalogue of Life.